# Línea 1 (Urbanos de Arganda del Rey)
La línea 1 de la red de autobuses urbanos de Arganda del Rey une la residencia con La Poveda.

## Características
Esta línea une el barrio de La Poveda con la Residencia, previo paso a medio camino por los polígonos industriales del este de Arganda, la estación de Arganda del Rey de metro y por los barrios del Oeste de Arganda.
La línea no mantiene los mismos horarios todo el año, desde el 15 de julio al 14 de septiembre se reducen el número de expediciones los días laborables entre semana (sábados laborables, domingos y festivos tienen los mismos horarios todo el año), además de los días excepcionales vísperas de festivo y festivos de Navidad en los que los horarios también cambian y se reducen.
La línea circula exclusivamente por el término municipal de Arganda del Rey. Como bien se expresa en la numeración interna del CRTM, recibe el número 1014. El primer dígito corresponde a la línea, en este caso la línea 1. Y los últimos tres dígitos corresponden al municipio por el que circula, en este caso 014 corresponde al municipio de Arganda del Rey.
Está operada por ALSA mediante la concesión administrativa URCM-014 - Urbano de Arganda del Rey (Urbanos Comunidad de Madrid) del Consorcio Regional de Transportes de Madrid.

## Horarios

### 15 septiembre - 14 julio
| Lunes a viernes laborables                                                    |                                                                               |                                                                               |                                                                               |                                                                               |                                                                               |                                                                               |                                                                               |                                                                               |                                                                               |                                                                               |                                                                               |                                                                               |                                                                               |                                                                               |                                                                               |                                                                               |                                                |                                                |                                                |                                                |                                                |                                                |                                                |                                                |                                                |                                                |                                                |                                                |                                                |                                                |                                                |                                                |                                                |
| Residencia > La Poveda                                                        | Residencia > La Poveda                                                        | Residencia > La Poveda                                                        | Residencia > La Poveda                                                        | Residencia > La Poveda                                                        | Residencia > La Poveda                                                        | Residencia > La Poveda                                                        | Residencia > La Poveda                                                        | Residencia > La Poveda                                                        | Residencia > La Poveda                                                        | Residencia > La Poveda                                                        | Residencia > La Poveda                                                        | Residencia > La Poveda                                                        | Residencia > La Poveda                                                        | Residencia > La Poveda                                                        | Residencia > La Poveda                                                        | Residencia > La Poveda                                                        | La Poveda > Residencia                         | La Poveda > Residencia                         | La Poveda > Residencia                         | La Poveda > Residencia                         | La Poveda > Residencia                         | La Poveda > Residencia                         | La Poveda > Residencia                         | La Poveda > Residencia                         | La Poveda > Residencia                         | La Poveda > Residencia                         | La Poveda > Residencia                         | La Poveda > Residencia                         | La Poveda > Residencia                         | La Poveda > Residencia                         | La Poveda > Residencia                         | La Poveda > Residencia                         | La Poveda > Residencia                         |
| 06                                                                            | 07                                                                            | 08                                                                            | 09                                                                            | 10                                                                            | 11                                                                            | 12                                                                            | 13                                                                            | 14                                                                            | 15                                                                            | 16                                                                            | 17                                                                            | 18                                                                            | 19                                                                            | 20                                                                            | 21                                                                            | 22                                                                            | 06                                             | 07                                             | 08                                             | 09                                             | 10                                             | 11                                             | 12                                             | 13                                             | 14                                             | 15                                             | 16                                             | 17                                             | 18                                             | 19                                             | 20                                             | 21                                             | 22                                             |
| 15 40                                                                         | 00 20g 40                                                                     | 00 20 40g                                                                     | 00 20 40                                                                      | 00g 20 40                                                                     | 00 20g 40                                                                     | 00 20 40g                                                                     | 00 20 40                                                                      | 00g 20 40                                                                     | 05 20g 40                                                                     | 00 20 40g                                                                     | 00 20 40                                                                      | 00g 20 40                                                                     | 00 20g 40                                                                     | 00 20 40g                                                                     | 00 20 40                                                                      | 05 35                                                                         | 50                                             | 20 40                                          | 00g 20 40                                      | 00 20 40                                       | 00 20 40g                                      | 00 20 40                                       | 00g 20 40                                      | 00 20g 40                                      | 00 20 40g                                      | 00 20 40                                       | 00g 20 40                                      | 00 20g 40                                      | 00 20 40g                                      | 00 20 40                                       | 00g 20 40                                      | 00 20g 40                                      | 00 20 40                                       |
| g - Pasa por el pol. ind. El Guijar, NO pasa por la calle Felicidad           | g - Pasa por el pol. ind. El Guijar, NO pasa por la calle Felicidad           | g - Pasa por el pol. ind. El Guijar, NO pasa por la calle Felicidad           | g - Pasa por el pol. ind. El Guijar, NO pasa por la calle Felicidad           | g - Pasa por el pol. ind. El Guijar, NO pasa por la calle Felicidad           | g - Pasa por el pol. ind. El Guijar, NO pasa por la calle Felicidad           | g - Pasa por el pol. ind. El Guijar, NO pasa por la calle Felicidad           | g - Pasa por el pol. ind. El Guijar, NO pasa por la calle Felicidad           | g - Pasa por el pol. ind. El Guijar, NO pasa por la calle Felicidad           | g - Pasa por el pol. ind. El Guijar, NO pasa por la calle Felicidad           | g - Pasa por el pol. ind. El Guijar, NO pasa por la calle Felicidad           | g - Pasa por el pol. ind. El Guijar, NO pasa por la calle Felicidad           | g - Pasa por el pol. ind. El Guijar, NO pasa por la calle Felicidad           | g - Pasa por el pol. ind. El Guijar, NO pasa por la calle Felicidad           | g - Pasa por el pol. ind. El Guijar, NO pasa por la calle Felicidad           | g - Pasa por el pol. ind. El Guijar, NO pasa por la calle Felicidad           | g - Pasa por el pol. ind. El Guijar, NO pasa por la calle Felicidad           | g - Pasa por el pol. ind. El Guijar.           | g - Pasa por el pol. ind. El Guijar.           | g - Pasa por el pol. ind. El Guijar.           | g - Pasa por el pol. ind. El Guijar.           | g - Pasa por el pol. ind. El Guijar.           | g - Pasa por el pol. ind. El Guijar.           | g - Pasa por el pol. ind. El Guijar.           | g - Pasa por el pol. ind. El Guijar.           | g - Pasa por el pol. ind. El Guijar.           | g - Pasa por el pol. ind. El Guijar.           | g - Pasa por el pol. ind. El Guijar.           | g - Pasa por el pol. ind. El Guijar.           | g - Pasa por el pol. ind. El Guijar.           | g - Pasa por el pol. ind. El Guijar.           | g - Pasa por el pol. ind. El Guijar.           | g - Pasa por el pol. ind. El Guijar.           | g - Pasa por el pol. ind. El Guijar.           |
| Sábados laborables, domingos y festivos                                       |                                                                               |                                                                               |                                                                               |                                                                               |                                                                               |                                                                               |                                                                               |                                                                               |                                                                               |                                                                               |                                                                               |                                                                               |                                                                               |                                                                               |                                                                               |                                                                               |                                                |                                                |                                                |                                                |                                                |                                                |                                                |                                                |                                                |                                                |                                                |                                                |                                                |                                                |                                                |                                                |                                                |
| Residencia > La Poveda                                                        | Residencia > La Poveda                                                        | Residencia > La Poveda                                                        | Residencia > La Poveda                                                        | Residencia > La Poveda                                                        | Residencia > La Poveda                                                        | Residencia > La Poveda                                                        | Residencia > La Poveda                                                        | Residencia > La Poveda                                                        | Residencia > La Poveda                                                        | Residencia > La Poveda                                                        | Residencia > La Poveda                                                        | Residencia > La Poveda                                                        | Residencia > La Poveda                                                        | Residencia > La Poveda                                                        | Residencia > La Poveda                                                        | Residencia > La Poveda                                                        | La Poveda > Residencia                         | La Poveda > Residencia                         | La Poveda > Residencia                         | La Poveda > Residencia                         | La Poveda > Residencia                         | La Poveda > Residencia                         | La Poveda > Residencia                         | La Poveda > Residencia                         | La Poveda > Residencia                         | La Poveda > Residencia                         | La Poveda > Residencia                         | La Poveda > Residencia                         | La Poveda > Residencia                         | La Poveda > Residencia                         | La Poveda > Residencia                         | La Poveda > Residencia                         | La Poveda > Residencia                         |
| 06                                                                            | 07                                                                            | 08                                                                            | 09                                                                            | 10                                                                            | 11                                                                            | 12                                                                            | 13                                                                            | 14                                                                            | 15                                                                            | 16                                                                            | 17                                                                            | 18                                                                            | 19                                                                            | 20                                                                            | 21                                                                            | 22                                                                            | 06                                             | 07                                             | 08                                             | 09                                             | 10                                             | 11                                             | 12                                             | 13                                             | 14                                             | 15                                             | 16                                             | 17                                             | 18                                             | 19                                             | 20                                             | 21                                             | 22                                             |
| 40                                                                            | 20                                                                            | 00 40                                                                         | 20                                                                            | 00 40c                                                                        | 20                                                                            | 00c 40                                                                        | 20c                                                                           | 00 40                                                                         | 20                                                                            | 00 40                                                                         | 20                                                                            | 00 40                                                                         | 20                                                                            | 00 40                                                                         | 20                                                                            | 05 35                                                                         | 50                                             | 20                                             | 00 40                                          | 20c                                            | 00 40c                                         | 20                                             | 00c 40                                         | 20                                             | 00 40                                          | 20                                             | 00 40                                          | 20                                             | 00 40                                          | 20                                             | 00 40                                          | 20                                             | 00 40                                          |
| c - Los domingos pasa por el cementerio nuevo, NO pasa por la calle Felicidad | c - Los domingos pasa por el cementerio nuevo, NO pasa por la calle Felicidad | c - Los domingos pasa por el cementerio nuevo, NO pasa por la calle Felicidad | c - Los domingos pasa por el cementerio nuevo, NO pasa por la calle Felicidad | c - Los domingos pasa por el cementerio nuevo, NO pasa por la calle Felicidad | c - Los domingos pasa por el cementerio nuevo, NO pasa por la calle Felicidad | c - Los domingos pasa por el cementerio nuevo, NO pasa por la calle Felicidad | c - Los domingos pasa por el cementerio nuevo, NO pasa por la calle Felicidad | c - Los domingos pasa por el cementerio nuevo, NO pasa por la calle Felicidad | c - Los domingos pasa por el cementerio nuevo, NO pasa por la calle Felicidad | c - Los domingos pasa por el cementerio nuevo, NO pasa por la calle Felicidad | c - Los domingos pasa por el cementerio nuevo, NO pasa por la calle Felicidad | c - Los domingos pasa por el cementerio nuevo, NO pasa por la calle Felicidad | c - Los domingos pasa por el cementerio nuevo, NO pasa por la calle Felicidad | c - Los domingos pasa por el cementerio nuevo, NO pasa por la calle Felicidad | c - Los domingos pasa por el cementerio nuevo, NO pasa por la calle Felicidad | c - Los domingos pasa por el cementerio nuevo, NO pasa por la calle Felicidad | c - Los domingos pasa por el cementerio nuevo. | c - Los domingos pasa por el cementerio nuevo. | c - Los domingos pasa por el cementerio nuevo. | c - Los domingos pasa por el cementerio nuevo. | c - Los domingos pasa por el cementerio nuevo. | c - Los domingos pasa por el cementerio nuevo. | c - Los domingos pasa por el cementerio nuevo. | c - Los domingos pasa por el cementerio nuevo. | c - Los domingos pasa por el cementerio nuevo. | c - Los domingos pasa por el cementerio nuevo. | c - Los domingos pasa por el cementerio nuevo. | c - Los domingos pasa por el cementerio nuevo. | c - Los domingos pasa por el cementerio nuevo. | c - Los domingos pasa por el cementerio nuevo. | c - Los domingos pasa por el cementerio nuevo. | c - Los domingos pasa por el cementerio nuevo. | c - Los domingos pasa por el cementerio nuevo. |

### 15 julio - 14 septiembre
| Lunes a viernes laborables                                                    |                                                                               |                                                                               |                                                                               |                                                                               |                                                                               |                                                                               |                                                                               |                                                                               |                                                                               |                                                                               |                                                                               |                                                                               |                                                                               |                                                                               |                                                                               |                                                                               |                                                |                                                |                                                |                                                |                                                |                                                |                                                |                                                |                                                |                                                |                                                |                                                |                                                |                                                |                                                |                                                |                                                |
| Residencia > La Poveda                                                        | Residencia > La Poveda                                                        | Residencia > La Poveda                                                        | Residencia > La Poveda                                                        | Residencia > La Poveda                                                        | Residencia > La Poveda                                                        | Residencia > La Poveda                                                        | Residencia > La Poveda                                                        | Residencia > La Poveda                                                        | Residencia > La Poveda                                                        | Residencia > La Poveda                                                        | Residencia > La Poveda                                                        | Residencia > La Poveda                                                        | Residencia > La Poveda                                                        | Residencia > La Poveda                                                        | Residencia > La Poveda                                                        | Residencia > La Poveda                                                        | La Poveda > Residencia                         | La Poveda > Residencia                         | La Poveda > Residencia                         | La Poveda > Residencia                         | La Poveda > Residencia                         | La Poveda > Residencia                         | La Poveda > Residencia                         | La Poveda > Residencia                         | La Poveda > Residencia                         | La Poveda > Residencia                         | La Poveda > Residencia                         | La Poveda > Residencia                         | La Poveda > Residencia                         | La Poveda > Residencia                         | La Poveda > Residencia                         | La Poveda > Residencia                         | La Poveda > Residencia                         |
| 06                                                                            | 07                                                                            | 08                                                                            | 09                                                                            | 10                                                                            | 11                                                                            | 12                                                                            | 13                                                                            | 14                                                                            | 15                                                                            | 16                                                                            | 17                                                                            | 18                                                                            | 19                                                                            | 20                                                                            | 21                                                                            | 22                                                                            | 06                                             | 07                                             | 08                                             | 09                                             | 10                                             | 11                                             | 12                                             | 13                                             | 14                                             | 15                                             | 16                                             | 17                                             | 18                                             | 19                                             | 20                                             | 21                                             | 22                                             |
| 30 55                                                                         | 20g 45                                                                        | 10 35                                                                         | 00 25 50                                                                      | 15 40                                                                         | 05 30 55                                                                      | 20 45                                                                         | 10 35                                                                         | 00 25 50                                                                      | 15 40                                                                         | 05 30 55                                                                      | 20 45                                                                         | 10 35                                                                         | 00 25 50                                                                      | 15 40                                                                         | 05 30                                                                         | 05 35                                                                         | 50                                             | 10 35                                          | 00 25 50                                       | 15 40                                          | 05 30 55                                       | 20 45                                          | 10 35                                          | 00 25 50                                       | 15 40                                          | 05 30 55                                       | 20 45                                          | 10 35                                          | 00 25 50                                       | 15 40                                          | 05 30 55                                       | 20 45                                          | 10 35                                          |
| g - Pasa por el pol. ind. El Guijar, NO pasa por la calle Felicidad           |                                                                               |                                                                               |                                                                               |                                                                               |                                                                               |                                                                               |                                                                               |                                                                               |                                                                               |                                                                               |                                                                               |                                                                               |                                                                               |                                                                               |                                                                               |                                                                               |                                                |                                                |                                                |                                                |                                                |                                                |                                                |                                                |                                                |                                                |                                                |                                                |                                                |                                                |                                                |                                                |                                                |
| Sábados laborables, domingos y festivos                                       |                                                                               |                                                                               |                                                                               |                                                                               |                                                                               |                                                                               |                                                                               |                                                                               |                                                                               |                                                                               |                                                                               |                                                                               |                                                                               |                                                                               |                                                                               |                                                                               |                                                |                                                |                                                |                                                |                                                |                                                |                                                |                                                |                                                |                                                |                                                |                                                |                                                |                                                |                                                |                                                |                                                |
| Residencia > La Poveda                                                        | Residencia > La Poveda                                                        | Residencia > La Poveda                                                        | Residencia > La Poveda                                                        | Residencia > La Poveda                                                        | Residencia > La Poveda                                                        | Residencia > La Poveda                                                        | Residencia > La Poveda                                                        | Residencia > La Poveda                                                        | Residencia > La Poveda                                                        | Residencia > La Poveda                                                        | Residencia > La Poveda                                                        | Residencia > La Poveda                                                        | Residencia > La Poveda                                                        | Residencia > La Poveda                                                        | Residencia > La Poveda                                                        | Residencia > La Poveda                                                        | La Poveda > Residencia                         | La Poveda > Residencia                         | La Poveda > Residencia                         | La Poveda > Residencia                         | La Poveda > Residencia                         | La Poveda > Residencia                         | La Poveda > Residencia                         | La Poveda > Residencia                         | La Poveda > Residencia                         | La Poveda > Residencia                         | La Poveda > Residencia                         | La Poveda > Residencia                         | La Poveda > Residencia                         | La Poveda > Residencia                         | La Poveda > Residencia                         | La Poveda > Residencia                         | La Poveda > Residencia                         |
| 06                                                                            | 07                                                                            | 08                                                                            | 09                                                                            | 10                                                                            | 11                                                                            | 12                                                                            | 13                                                                            | 14                                                                            | 15                                                                            | 16                                                                            | 17                                                                            | 18                                                                            | 19                                                                            | 20                                                                            | 21                                                                            | 22                                                                            | 06                                             | 07                                             | 08                                             | 09                                             | 10                                             | 11                                             | 12                                             | 13                                             | 14                                             | 15                                             | 16                                             | 17                                             | 18                                             | 19                                             | 20                                             | 21                                             | 22                                             |
| 40                                                                            | 20                                                                            | 00 40                                                                         | 20                                                                            | 00 40c                                                                        | 20                                                                            | 00c 40                                                                        | 20c                                                                           | 00 40                                                                         | 20                                                                            | 00 40                                                                         | 20                                                                            | 00 40                                                                         | 20                                                                            | 00 40                                                                         | 20                                                                            | 05 35                                                                         | 50                                             | 20                                             | 00 40                                          | 20c                                            | 00 40c                                         | 20                                             | 00c 40                                         | 20                                             | 00 40                                          | 20                                             | 00 40                                          | 20                                             | 00 40                                          | 20                                             | 00 40                                          | 20                                             | 00 40                                          |
| c - Los domingos pasa por el cementerio nuevo, NO pasa por la calle Felicidad | c - Los domingos pasa por el cementerio nuevo, NO pasa por la calle Felicidad | c - Los domingos pasa por el cementerio nuevo, NO pasa por la calle Felicidad | c - Los domingos pasa por el cementerio nuevo, NO pasa por la calle Felicidad | c - Los domingos pasa por el cementerio nuevo, NO pasa por la calle Felicidad | c - Los domingos pasa por el cementerio nuevo, NO pasa por la calle Felicidad | c - Los domingos pasa por el cementerio nuevo, NO pasa por la calle Felicidad | c - Los domingos pasa por el cementerio nuevo, NO pasa por la calle Felicidad | c - Los domingos pasa por el cementerio nuevo, NO pasa por la calle Felicidad | c - Los domingos pasa por el cementerio nuevo, NO pasa por la calle Felicidad | c - Los domingos pasa por el cementerio nuevo, NO pasa por la calle Felicidad | c - Los domingos pasa por el cementerio nuevo, NO pasa por la calle Felicidad | c - Los domingos pasa por el cementerio nuevo, NO pasa por la calle Felicidad | c - Los domingos pasa por el cementerio nuevo, NO pasa por la calle Felicidad | c - Los domingos pasa por el cementerio nuevo, NO pasa por la calle Felicidad | c - Los domingos pasa por el cementerio nuevo, NO pasa por la calle Felicidad | c - Los domingos pasa por el cementerio nuevo, NO pasa por la calle Felicidad | c - Los domingos pasa por el cementerio nuevo. | c - Los domingos pasa por el cementerio nuevo. | c - Los domingos pasa por el cementerio nuevo. | c - Los domingos pasa por el cementerio nuevo. | c - Los domingos pasa por el cementerio nuevo. | c - Los domingos pasa por el cementerio nuevo. | c - Los domingos pasa por el cementerio nuevo. | c - Los domingos pasa por el cementerio nuevo. | c - Los domingos pasa por el cementerio nuevo. | c - Los domingos pasa por el cementerio nuevo. | c - Los domingos pasa por el cementerio nuevo. | c - Los domingos pasa por el cementerio nuevo. | c - Los domingos pasa por el cementerio nuevo. | c - Los domingos pasa por el cementerio nuevo. | c - Los domingos pasa por el cementerio nuevo. | c - Los domingos pasa por el cementerio nuevo. | c - Los domingos pasa por el cementerio nuevo. |

## Recorrido y paradas

### Sentido La Poveda
La línea parte desde la avenida del Instituto y la recorre hasta la rotonda con el cruce de la calle Valdemaría, donde continúa de frente hasta la rotonda de los Pescadores, bajando hasta el centro por el Camino del Molino. Al terminar esta calle, gira hacia el Ayuntamiento por la calle Real, llega a la plaza de la Constitución y baja por Juan de la Cierva. Al terminar esta última calle, sigue de frente por la carretera de Loeches y la avenida de Valdearganda.
Las expediciones que pasan por la calle Felicidad recorren antes las calles Solidaridad y Comprensión.
Aquí la línea se divide en dos ramales:
- Las expediciones que no pasan por el polígono industrial El Guijar continúan por la avenida de Alcalá de Henares. Al cabo de un tiempo, gira y toma la avenida de los Villares, recorriéndola entera y girando en la calle Alcotán. Más tarde, gira a la derecha en la rotonda, donde se unen la calle Alcotán y la avenida de Valdearganda, hasta terminar esta última, y gira a la izquierda en la rotonda, donde se une con la carretera de Campo Real, dirección Madrid.
- Las expediciones que pasan por el polígono industrial El Guijar continúan por la calle San Sebastián, la atraviesan y llegan a la rotonda de la Perla, donde entran en el polígono industrial El Guijar por el Camino del Puente Viejo. Más tarde, toman la calle Brezo y giran por la calle Vereda de las Yeguas hasta su cruce con la avenida del Guijar. En esta última avenida, giran a la derecha en el cruce de la carretera de Campo Real y hacen un cambio de sentido en la glorieta con el cruce de la avenida de Valdearganda.

Una vez dentro de la carretera M-300, se desvía al aparcamiento de la estación de metro de La Poveda, donde retorna más tarde a la carretera de Campo Real. Sigue esta carretera hasta el cruce con el barrio de La Poveda, donde atraviesa este barrio por la calle Gran Vía y por la calle Monte Potrero, llegando hasta el final de su destino, enfrente del IES La Poveda.
| Código                                                                                             | Parada                                    | Común con                                     | Conexiones con Metro |
| -------------------------------------------------------------------------------------------------- | ----------------------------------------- | --------------------------------------------- | -------------------- |
| 10292                                                                                              | Av. Instituto - Residencia de ancianos    |                                               |                      |
| 10293                                                                                              | Av. Instituto - Barrio Los Almendros      |                                               |                      |
| 12677                                                                                              | Av. Instituto - Colonia Los Almendros     | 312 312A                                      |                      |
| 15866                                                                                              | Av. Instituto - Av. Valdemaría            | 312 312A                                      |                      |
| 19182                                                                                              | Valdemaría - Saturno                      | 312 312A 2                                    |                      |
| 11641                                                                                              | Valdemaría - Galeón                       | 312 312A 2                                    |                      |
| 11731                                                                                              | Valdemaría - Canoa                        | 312 312A 2                                    |                      |
| Las expediciones con paso por el cementerio realizan la siguiente parada                           |                                           |                                               |                      |
| 11639                                                                                              | C.º Molino - Cementerio                   |                                               |                      |
| Paradas del itinerario común                                                                       |                                           |                                               |                      |
| 15752                                                                                              | C.º Molino - Pza. Pescadores              |                                               |                      |
| 11312                                                                                              | Mar de Alborán - Conservatorio            | 312 312A                                      |                      |
| 15444                                                                                              | Real - Guardia Civil                      | 312 312A 320 322 326 350A 350B 350C 2         |                      |
| 09788                                                                                              | Real - Zarza                              | 312 312A 320 322 326 350A 350B 350C 2         |                      |
| 10299                                                                                              | Pza. Constitución - Juan de la Cierva     | 312 312A 320 322 326 350A 350B 350C 2         |                      |
| 07461                                                                                              | Ctra. Loeches - Zoco                      | 312 312A 313 320 321 322 330 350A 350B 350C 2 |                      |
| 07462                                                                                              | Ctra. Loeches - Parque                    | 285 312 312A 313 320 326 2                    |                      |
| 10655                                                                                              | Ctra. Loeches - Dr. Escribano Ortiz       | 285 313 320 321 322 326 350A 350B 350C 2      | Arganda del Rey      |
| Las expediciones que no pasan por la calle Felicidad realizan la siguiente parada                  |                                           |                                               |                      |
| 13014                                                                                              | Av. Valdearganda - Pza. Progreso          | 313 320 321                                   |                      |
| Las expediciones que pasan por la calle Felicidad realizan las siguientes paradas                  |                                           |                                               |                      |
| 18824                                                                                              | Solidaridad - Av. de Valencia             |                                               |                      |
| 18825                                                                                              | Comprensión - Av. Derechos Humanos        |                                               |                      |
| 15740                                                                                              | Comprensión - Av. Tolerancia              | 4                                             |                      |
| 16722                                                                                              | Felicidad - Centro de Salud               | 4                                             |                      |
| 16725                                                                                              | Felicidad - Av. Tolerancia                | 4                                             |                      |
| Las expediciones que pasan por el polígono industrial El Guijar realizan las siguientes paradas    |                                           |                                               |                      |
| 17507                                                                                              | San Sebastián - Pza. Nicaragua            |                                               |                      |
| 10641                                                                                              | C.º Puente Viejo - Sevilla                |                                               |                      |
| 10642                                                                                              | C.º Puente Viejo - Ávila                  |                                               |                      |
| 10644                                                                                              | C.º Puente Viejo - Islas Baleares         |                                               |                      |
| 10645                                                                                              | C.º Puente Viejo - Salamanca              |                                               |                      |
| 10646                                                                                              | Brezo - Pino                              |                                               |                      |
| 11313                                                                                              | Vda. Yeguas - Av. Guijar                  |                                               |                      |
| 10653                                                                                              | Av. Guijar - Acacia                       |                                               |                      |
| Las expediciones que no pasan por el polígono industrial El Guijar realizan las siguientes paradas |                                           |                                               |                      |
| 09750                                                                                              | Av. Alcalá de Henares - Urb. Los Villares | 313 320 321                                   |                      |
| 09787                                                                                              | Av. Villares - Av. Vega                   |                                               |                      |
| 09789                                                                                              | Av. Villares - Ruiseñor                   |                                               |                      |
| 10619                                                                                              | Av. Villares - Alcotán                    |                                               |                      |
| 15723                                                                                              | Alcotán - Cóndor                          |                                               |                      |
| 15748                                                                                              | Av. Valdearganda - Vencejo                |                                               |                      |
| 15749                                                                                              | Av. Valdearganda - Ctra. M-300            |                                               |                      |
| Paradas del itinerario común                                                                       |                                           |                                               |                      |
| 11851                                                                                              | Ctra. M-300 - Brezo                       | 285 320                                       |                      |
| 12201                                                                                              | Aparcamiento - Est. La Poveda             | 285                                           | La Poveda            |
| 11636                                                                                              | Ctra. M-300 - Puerto de Cotos             | 285 320                                       |                      |
| 07449                                                                                              | Gran Vía - Monte Potrero                  | 285 312A 2                                    |                      |
| 07450                                                                                              | Monte Potrero - Ibiza                     | 285 312A 2                                    |                      |
| 10627                                                                                              | Reyes Magos - Instituto                   | 285 2                                         |                      |

### Sentido Residencia
La línea parte desde la calle Monte Potrero, atravesando el barrio de La Poveda. En el cruce con la carretera de Campo Real, gira en dirección a Campo Real, pasando por el aparcamiento de la estación de metro de La Poveda. Prosigue su camino en dirección a Campo Real.
Aquí la línea se divide en dos ramales:
- Las expediciones que no pasan por el polígono industrial El Guijar siguen hasta la rotonda con la avenida de Valdearganda, se introducen en el barrio de Los Villares y lo atraviesan por la calle Alcotán y la avenida de los Villares.
- Las expediciones que pasan por el polígono industrial El Guijar prosiguen su camino en dirección a Campo Real, hasta el cruce con la avenida del Guijar y después continúan por la calle Vereda de las Yeguas y la calle Brezo, hasta llegar al Camino del Puente Viejo. Al terminar esta calle, se dirigen en dirección al casco urbano en la rotonda La Perla, tomando la calle San Sebastián.

Al terminar, se dirigen en dirección al casco urbano a través de la avenida de Valdearganda, en la cual giran a la derecha en la plaza del Progreso para introducirse después en la avenida del Ejército. En esta última calle, la recorren hasta la plaza de la Bienvenida, giran y continúan por la calle Santiago Apóstol, hasta llegar a la calle Real, donde giran a la derecha y, más adelante, giran hacia el Camino del Molino, subiéndolo hasta llegar a la plaza de los Pescadores, donde giran en dirección a la calle Valdemaría, recorriéndola entera hasta su cruce con la avenida del Instituto, donde terminan su recorrido al final de dicha calle.
| Código                                                                                             | Parada                                    | Común con                                   | Conexiones con Metro |
| -------------------------------------------------------------------------------------------------- | ----------------------------------------- | ------------------------------------------- | -------------------- |
| 10627                                                                                              | Reyes Magos - Instituto                   | 285 2                                       |                      |
| 07468                                                                                              | Monte Potrero - Niño Jesús                | 285 312A 2                                  |                      |
| 07469                                                                                              | Gran Vía - Monte Potrero                  | 285 312A 2                                  |                      |
| 11637                                                                                              | Ctra. M-300 - Monte Rosa                  | 285                                         |                      |
| 12201                                                                                              | Aparcamiento - Est. La Poveda             | 285                                         | La Poveda            |
| 18273                                                                                              | Tomas Edison - Av. Galileo Galilei        | 285                                         |                      |
| 15365                                                                                              | Ctra. M-300 - Brezo                       | 285                                         |                      |
| Las expediciones que pasan por el polígono industrial El Guijar realizan las siguientes paradas    |                                           |                                             |                      |
| 11314                                                                                              | Av. Guijar - Ctra. M-300                  |                                             |                      |
| 10652                                                                                              | Vda. Yeguas - Av. Guijar                  |                                             |                      |
| 10647                                                                                              | Brezo - Chopo                             |                                             |                      |
| 11311                                                                                              | C.º Puente Viejo - Salamanca              |                                             |                      |
| 11310                                                                                              | C.º Puente Viejo - Islas Baleares         |                                             |                      |
| 10643                                                                                              | C.º Puente Viejo - Alicante               |                                             |                      |
| 07456                                                                                              | C.º Puente Viejo - Sevilla                |                                             |                      |
| 17508                                                                                              | San Sebastián - Pza. Nicaragua            | 4                                           |                      |
| Las expediciones que no pasan por el polígono industrial El Guijar realizan las siguientes paradas |                                           |                                             |                      |
| 15750                                                                                              | Av. Valdearganda - Vda. Yeguas            |                                             |                      |
| 15724                                                                                              | Alcotán - Av. Valdearganda                | 4                                           |                      |
| 15722                                                                                              | Av. Villares - Alcotán                    | 4                                           |                      |
| 15747                                                                                              | Av. Villares - Colibrí                    |                                             |                      |
| 15746                                                                                              | Av. Villares - Av. Vega                   |                                             |                      |
| 09751                                                                                              | Av. Alcalá de Henares - Urb. Los Villares | 313 320 321                                 |                      |
| Paradas del itinerario común                                                                       |                                           |                                             |                      |
| 13015                                                                                              | Av. Valdearganda - Pza. Progreso          | 313 320 321                                 |                      |
| 10633                                                                                              | Av. Ejército - Pol. Ind. San Sebastián    | 312 312A 320 321 322 330 350A 350B 350C     |                      |
| 07454                                                                                              | Av. Ejército - Vereda del Melero          | 312 312A 313 320 321 322 330 350A 350B 350C | Arganda del Rey      |
| 10634                                                                                              | Av. Ejército - Casa del Rey               |                                             |                      |
| 07455                                                                                              | Av. Ejército - Pza. Bienvenida            | 312 312A 313 320 321 322 330 350A 350B 350C |                      |
| 11298                                                                                              | Santiago Apóstol - San José               | 312 312A 321                                |                      |
| 10296                                                                                              | Isaac Peral - Juan XXIII                  |                                             |                      |
| 10297                                                                                              | P.º Almendros - Goya                      |                                             |                      |
| 11308                                                                                              | Real - Las Heras                          | 2 4                                         |                      |
| 11309                                                                                              | C.º Molino - Instituto                    | 4                                           |                      |
| 15751                                                                                              | C.º Molino - Pza. Pescadores              | 4                                           |                      |
| 11730                                                                                              | Valdemaría - Canoa                        | 2 4                                         |                      |
| 11640                                                                                              | Goleta - Góndola                          | 2 4                                         |                      |
| 11642                                                                                              | Valdemaría - Venus                        | 2 4                                         |                      |
| 12707                                                                                              | Ctra. Morata - Colonia Los Almendros      |                                             |                      |
| 10640                                                                                              | Av. Instituto - Barrio Los Almendros      |                                             |                      |
| 10292                                                                                              | Av. Instituto - Residencia de ancianos    |                                             |                      |